# نیروی هوایی تونس
نیروی هوایی تونس (عربی: اجيش الطيران) نیروی هوایی زیرمجموعه نیروهای مسلح تونس است، که فعالیت خود را از سال ۱۹۵۹ آغاز کرد.